# Arthur Groussier

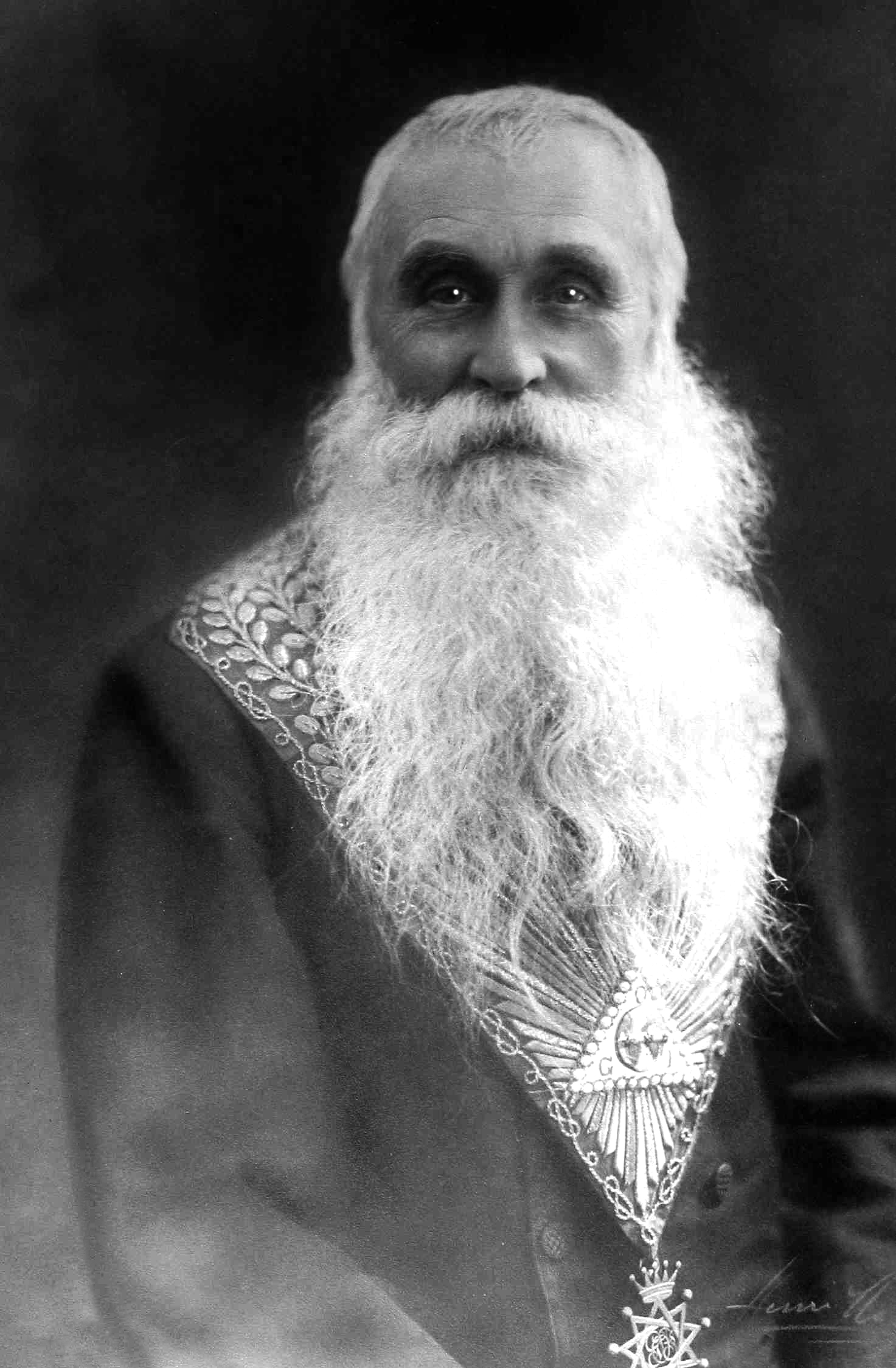
Arthur Groussier mit freimaurerischem Ornat

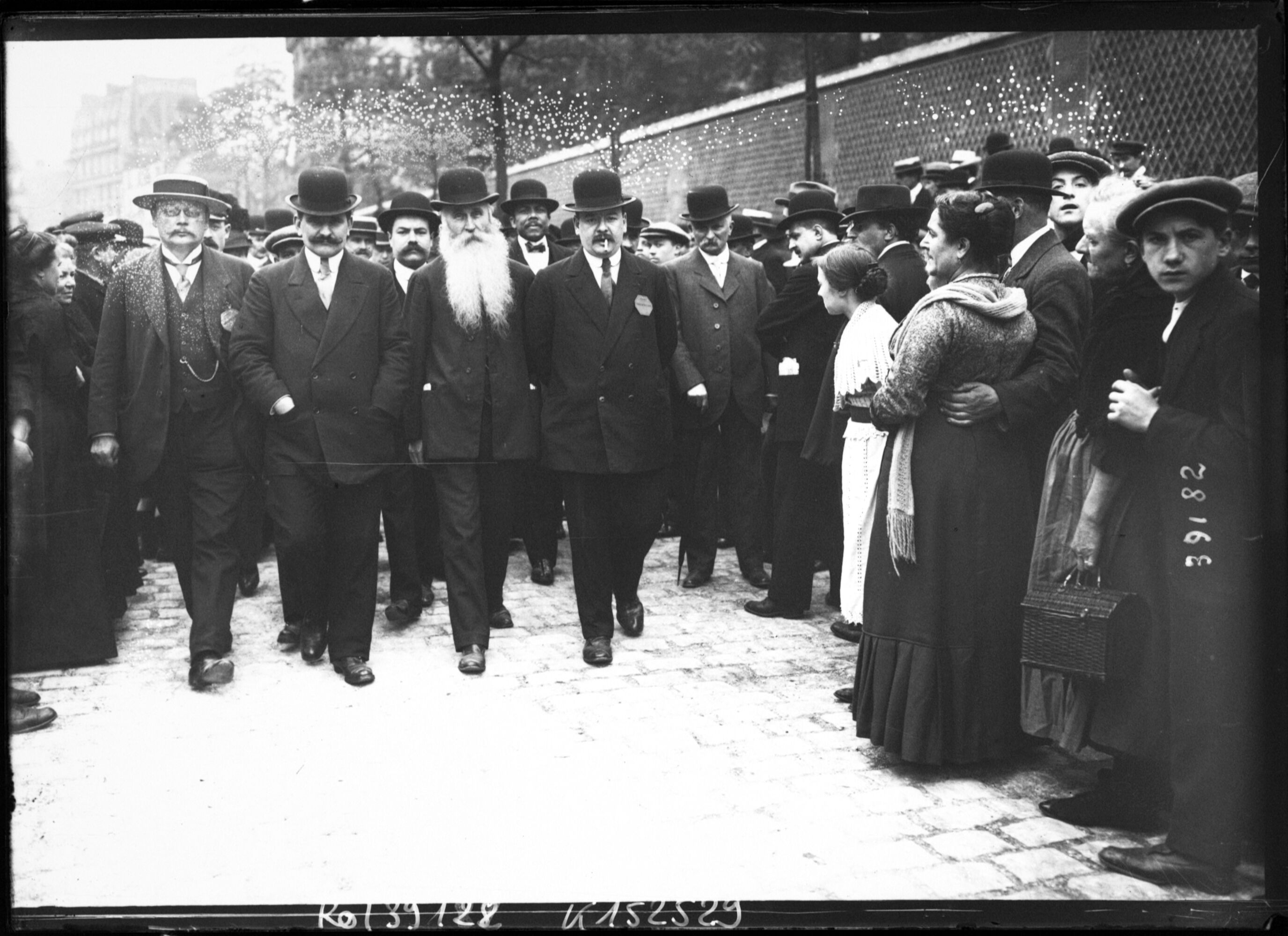
Arthur Groussier 1914

Arthur Groussier (* 16. August 1863 in Orléans; † 6. Februar 1957 in Enghien-les-Bains) war ein französischer Gewerkschafter, Freimaurer und sozialistischer und kommunistischer Politiker.

## Leben
Er trat 1878 in die École nationale supérieure d’Arts et Métiers in Angers ein, wo er sein Studium mit einem Diplom als Maschinenbauingenieur abschloss. Anschließend zog er nach Paris, wo er Julie Roux kennenlernte, mit der er ein Kind hatte. Aus libertären Prinzipien heirateten die beiden nicht. Sie blieb bis zu ihrem Tod 1918 seine Lebensgefährtin.
Groussier interessierte sich für soziale Probleme und die Verbesserung der Lage der Arbeiter. Von 1890 bis 1893 war er Generalsekretär der Fédération nationale des ouvriers métallurgistes, der späteren CGT. Er wandte sich bald vom militanten Syndikalismus zum Sozialismus und trat der Fédération des travailleurs socialistes de France bei. Im Jahr 1893 wurde er zum Abgeordneten des zehnten Arrondissements von Paris für die Parti ouvrier socialiste révolutionnaire gewählt. Während des Streiks von 1895 begab er sich nach Carmaux, da gegen ihn und Jean Jaurès wegen „Behinderung der Arbeitsfreiheit“ ermittelt wurde.
Arthur Groussier wurde mehrfach in die Abgeordnetenkammer gewählt: zweimal von 1893 bis 1902 und viermal von 1906 bis 1924. Nach einer Niederlage im Jahr 1902 trat er 1906 im Namen der Section française de l’Internationale ouvrière erneut an. Nach weiteren Niederlagen 1924 und 1928 zog er sich aus der aktiven Politik zurück.
Während seiner Amtszeit war er für die sozialen Themen zuständig und wirkte an der Ausarbeitung zahlreicher Gesetze mit, die den sozialen Fortschritt förderten: Tarifverträge, Gesundheit und Sicherheit am Arbeitsplatz, gewerkschaftliche Organisation, Arbeitsverträge und Arbeitsgerichte. Seine größte Leistung war die Einführung des Arbeitsgesetzbuchs durch das Gesetz vom 28. Dezember 1910. Er war Vorsitzender des Arbeitsausschusses und 1917 Vizepräsident der Kammer.
Arthur Groussier starb am 6. Februar 1957 im Alter von 93 Jahren in Enghien-les-Bains. Seine Asche wurde im Grab 6 380 des Kolumbariums des Friedhofs Père-Lachaise beigesetzt.

## Freimaurerei
Arthur Groussier wurde 1885 in die Loge L’Émancipation des Grand Orient de France aufgenommen. Er trat auch der Loge Bienfaisance et Progrès bei. 1907 wurde er in den Ordensrat gewählt und nach seinem Rückzug aus der Politik wurde er 1925 Präsident des Ordensrates des Grand Orient de France. 
Am 7. August 1940 richtete er als Großmeister des Grand Orient von Frankreich ein Schreiben an „Marschall Pétain, Chef des französischen Staates“, in dem er die neue Autorität von Philippe Pétain anerkannte. Nach dem Krieg verteidigte sich Groussier:

„Mein Gefühl war, dass die Verantwortung des Schicksals der Freimaurerei auf mir lastete. Es war nicht nötig, dass eine Handlung von mir dazu hätte hilfreich sein können, Freimaurer zu fassen, da man ja die Liste von ihnen hatte, wie man die Juden gefasst hat. Die Freimaurer, die verfolgt und misshandelt worden sind, haben es erlitten, weil sie Widerstandskämpfer waren, und nicht, weil sie Freimaurer waren. Warum? Weil ich Wert darauf gelegt habe, dass man nicht sagen konnte, die Freimaurer haben weiter im Geheimen gearbeitet.“

Am 13. August 1940 wurde seine Amtszeit durch die Verabschiedung eines Gesetzes unterbrochen, das die Geheimgesellschaften der Vichy-Regierung verbot. 1944/45 wurde sein Mandat erneuert. Zu diesem Zeitpunkt war er 82 Jahre alt und fast blind.
Groussier plädierte in der Zwischenkriegszeit für eine Rückkehr zu den symbolischen Quellen des französischen Ritus. Der unter der Leitung von Arthur Groussier verfasste Text, der 1938 und dann 1955 angenommen wurde, markiert den Beginn der Rückkehr der Symbolik in das Referenzritual des Großen Orients unter der Bezeichnung „Ritus français, genannt Groussier“.

## Ehrungen
Groussier wurde am 22. Oktober 1952 zum Offizier der Ehrenlegion ernannt. Neben Straßen und medizinischen Einrichtungen in Frankreich trägt der größte Tempel des Grand Orient de France am Sitz der Obedienz in der Rue Cadet in Paris seinen Namen.